# La bellezza e l'inferno
La bellezza e l'inferno, sottotitolato Scritti 2004-2009 è il terzo libro di Roberto Saviano, pubblicato da Arnoldo Mondadori Editore.
Richiamandosi al pensiero di Albert Camus, Saviano racconta la sua evoluzione personale e letteraria, raccogliendo alcuni suoi scritti realizzati nell'arco di cinque anni. In questo periodo lo scrittore napoletano si afferma come icona della lotta alla camorra, grazie alla sua opera prima, Gomorra.

Proprio questo suo impegno antimafia gli fa vivere le numerose esperienze che lo ispirano in questo suo libro, in cui si richiama fra l'altro a personaggi che egli ritiene importanti per la loro determinazione, come ad esempio Michel Petrucciani, Anna Politkovskaja, Lionel Messi, Clemente Russo, Joe Pistone o Miriam Makeba.
I testi contenuti nell'opera di Saviano, a parte gli inediti Ossa di cristallo e l'introduzione Il pericolo di leggere, sono rielaborazione di scritti già editi su quotidiani, periodici, siti internet o come introduzione a libri.

## Testi raccolti
(Dedica di Saviano)
Il saggio contiene i seguenti testi, raccolti in quattro capitoli, Sud, Uomini, Business, Guerra e Nord.
- Il pericolo di leggere, l'introduzione al libro, nella quale l'autore spiega la genesi dei testi contenuti, testimonianza di un impegno sociale a cui la sua intera vita è stata votata.[1]

### Sud
- Lettera alla mia terra, una lucida e drammatica denuncia della guerra condotta dalla Camorra contro la civiltà e del rischio che il silenzio delle istituzioni e della società alimentino il potere della criminalità organizzata.
- Miriam Makeba: la rabbia della fratellanza, un accorato ultimo saluto alla grande artista, morta subito dopo un concerto tenutosi a Castel Volturno a sostegno della dignità e contro lo sfruttamento dell'immigrazione.
- Da Scampia a Cannes, cronaca delle giornate trascorse dalla troupe del film Gomorra al festival di Cannes.
- Combattere il male con l'arte, un poetico elogio al lavoro di Vittorio De Seta, grande documentarista e regista italiano.
- La verità, nonostante tutto, esiste, nel quale l'autore sottolinea l'importanza della verità, ultimo baluardo a protezione della dignità umana e della libertà di pensiero.
- Quando la terra trema, il cemento uccide, denuncia contro l'infiltrazione della criminalità, sostenuta dalla corruzione, nella ricostruzione dell'Aquila e nelle opere per i grandi eventi.

### Uomini
- Ossa di cristallo, poetica biografia dell'eccezionale pianista Michel Petrucciani, che ha votato la sua vita all'arte della musica nonostante il fisico minato da una terribile malattia.
- Giocarsi tutto, la storia di Lionel Messi, forte ma minuto giocatore di calcio, che riesce ad imporre il proprio talento nonostante una malattia lo costringa a dolorose e faticose cure.
- Tatanka Skatenato, il talento e la voglia di riscatto del pugile Clemente Russo sono gli argomenti di questo racconto e lo spunto per dimostrare come lo sport possa essere un argine contro il degrado ed un trampolino per il riscatto sociale, specie in zone sottoposte al giogo della malavita.
- L'uomo che era Donnie Brasco, l'avventurosa vita di Joe Pistone, infiltratosi nelle organizzazioni mafiose di New York con il nome di Donnie Brasco. Sei anni vissuti lontano dalla famiglia, con il costante pericolo di essere scoperto, non lo fanno desistere dalla missione in cui fermamente ha creduto ed in cui continua a credere.
- Siani, cronista vero, in ricordo del giornalista Giancarlo Siani, ucciso dalla malavita organizzata per eliminare uno scomodo eroe che con le sue inchieste stava portando allo scoperto le macchinazioni e le guerre di potere tra le famiglie di camorra.
- Il guardiano del faro, un toccante ricordo di Enzo Biagi, grande esempio di giornalismo democratico.
- Nel nome della legge e della figlia, deciso sostegno a Beppino Englaro nella sua lotta per la libertà di scelta a favore dell'eutanasia, a tutela della dignità della figlia Eluana Englaro e delle ultime volontà della giovane ragazza.
- Felicia, ricordo della coraggiosa madre di Peppino Impastato, ucciso dalla mafia per le sue attività di denuncia sociale e della testimonianza della lucida e combattiva donna contro Gaetano Badalamenti, capo della cosca mafiosa di Cinisi.

### Business
- La magnifica merce, descrizione dell'impressionante sistema di produzione e spaccio della cocaina e dell'incredibile sistema economico legato all'attività di distribuzione della droga in tutto il mondo.
- Costruire ,conquistare, il potere economico della malavita organizzata è strettamente legato alle imprese di costruzione, al cemento ed agli appalti pubblici.
- La peste e l'oro, il silenzioso ed agghiacciante sterminio operato in Campania dai tumori e l'aumento costante delle morti per cancro sono le conseguenze dello scempio operato nel territorio dalle ecomafie e dall'indiscriminato e criminale metodo di occultamento dei rifiuti nelle discariche abusive.

### Guerra
- Sindrome Vollmann, appassionata recensione dell'opera dello scrittore William T. Vollmann, La camicia di ghiaccio di cui Saviano tesse le lodi e da cui trae spunto per una veloce carrellata lungo la vasta produzione letteraria di questo autore, incentrata su un crudo realismo e sulla continua discesa nelle profondità più abiette dell'animo umano.
- Apocalypse Vietnam, recensione del libro Dispacci del giornalista di guerra Michael Herr, giudicato da un altro scrittore, John le Carré come «il più bello mai scritto sulla guerra dopo l'Iliade».
- Questo giorno sarà vostro per sempre, dal fumetto di Frank Miller, 300 incentrato sul sacrificio di un manipolo di soldati spartani alle Termopili e sul successivo omonimo film tratto dalla graphic novel, definita da Saviano "un gioiello", si parte per un'approfondita digressione sul dovere, sulla forza e sull'epica del sacrificio.

### Nord
- I fantasmi del Nobel, Saviano racconta di quando fu invitato all'Accademia di Svezia, insieme a Salman Rushdie per parlare della forza eversiva della narrazione, e del pegno che il potere della parola chiede in cambio allo scrittore, spesso privato della propria libertà.
- Discorso all'Accademia di Svezia, è riportato l'intervento di Saviano all'Accademia di Svezia.
- Il demone e la vita, sull'opera dello scrittore in lingua yiddish Isaac Bashevis Singer.
- L'infinita congettura, sulla vita dello scrittore Uwe Johnson, nato nel 1934 in Pomerania, formatosi durante la guerra fredda nella Repubblica Democratica Tedesca, poi fuggito a Berlino ovest. Una vita votata alla scrittura, continuamente sorvegliato dai servizi segreti, tradito e venduto dalla moglie alla polizia cecoslovacca a cui ella inviava continui rapporti. Una vita sotto osservazione e, ironia della sorte, una solitaria morte scoperta solo dopo diciannove giorni.
- Mai più in un mondo a parte, la recensione dell'opera dello scrittore Gustav Herling in occasione della riedizione del suo capolavoro, l'autobiografia Un mondo a parte. Nel libro l'autore testimonia drammaticamente la propria esperienza nei gulag sovietici, al seguito dell'esercito russo e della sua ultima permanenza in Italia, dove sposerà Lidia, figlia di Benedetto Croce.
- Chi scrive muore, straziante racconto dell'uccisione della giornalista Anna Stepanovna Politkovskaja, in prima linea contro le barbarie operate in Cecenia dalla Russia, che ha pagato con la vita il suo impegno ed abnegazione a sostegno della verità.

## Edizioni
- Roberto Saviano, La bellezza e l'inferno. Scritti 2004-2009, I ed., Milano, Arnoldo Mondadori Editore (collana Strade blu), 9 giugno 2009,  pp. 252 p., brossura.